# 郡上市立石徹白小学校
郡上市立石徹白小学校 （ぐじょうしりつ いとしろしょうがっこう）は、岐阜県郡上市白鳥町にある公立小学校。

## 概要
- 通学区域は白鳥町石徹白である。公立中学校の進学先は郡上市立白鳥中学校である[1]。
- 元は福井県大野郡石徹白村の小学校であったが、石徹白村が岐阜県郡上郡白鳥町への越県編入により岐阜県の小学校となった。かつては分校として宮前分校、三面冬季分校、上在所冬季分校が存在した。石徹白村が岐阜県郡上郡白鳥町と福井県大野郡和泉村に分割されたさい、宮前分校、三面冬季分校は和泉村の和泉村立朝日小学校に移っている。
- 岐阜県で最も児童数が少ない小学校であり2019年4月現在、全校児童数は9名である。

## 沿革
- 1874年（明治7年）9月15日 - 石徹白学校が開校。
- 1890年（明治23年） - 新築移転。石徹白小学校に改称する。
- 1904年（明治37年） - 小谷堂地区に宮前分校を設置。
- 1909年（明治42年） - 現在地に移転。
- 1910年（明治43年） - 石徹白尋常小学校に改称する。
- 1918年（大正7年） - 石徹白尋常高等小学校に改称する。
- 1941年（昭和16年） - 石徹白国民学校に改称する。
- 1947年（昭和22年） - 石徹白村立石徹白小学校に改称する。石徹白村立石徹白中学校との小中併設校となる。
- 1948年（昭和23年） - 上在所冬季分校[2]、三面冬季分校を設置。
- 1958年（昭和33年）
  - 10月14日 - 石徹白村の一部（三面、小谷堂）が和泉村に編入される。同時に宮前分校が和泉村立朝日小学校宮前分校[3]、三面冬季分校が和泉村立朝日小学校三面冬季分校[4]となる。
  - 10月15日 - 石徹白村の残部が岐阜県郡上郡白鳥町に編入される。同時に白鳥町立石徹白小中学校に改称する。
- 1970年（昭和45年） - 新校舎（鉄筋コンクリート造）が完成。
- 1980年（昭和55年） - 石徹白中学校が白鳥中学校に統合される。石徹白小学校の単独校となる。
- 2002年（平成14年）3月31日 - 上在所冬季分校を廃止[5]。
- 2004年（平成16年）3月1日 - 八幡町、大和町、白鳥町、高鷲村、美並村、明宝村、和良村が合併し、郡上市が発足。同時に郡上市立石徹白小学校に改称する。